# Mistrzostwa Afryki w Judo 2021
Mistrzostwa Afryki w judo rozegrano w Dakarze w Senegalu w dniach 20-23 maja 2021 roku.

## Klasyfikacja medalowa
Gospodarz zawodów został zaznaczony kolorem.
| Miejsce | Państwo                       |    |    |    | Razem |
| ------- | ----------------------------- | -- | -- | -- | ----- |
| 1       | Tunezja                       | 5  | 3  | 6  | 14    |
| 2       | Maroko                        | 4  | 1  | 4  | 9     |
| 3       | Algieria                      | 3  | 3  | 6  | 12    |
| 4       | Egipt                         | 1  | 1  | 2  | 4     |
| 5       | Demokratyczna Republika Konga | 1  | 0  | 0  | 1     |
| 6       | Wybrzeże Kości Słoniowej      | 0  | 1  | 2  | 3     |
| 7       | Republika Zielonego Przylądka | 0  | 1  | 1  | 2     |
| .       | Południowa Afryka             | 0  | 1  | 1  | 2     |
| .       | Mauritius                     | 0  | 1  | 1  | 2     |
| 10      | Gambia                        | 0  | 1  | 0  | 1     |
| .       | Ghana                         | 0  | 1  | 0  | 1     |
| 12      | Senegal                       | 0  | 0  | 4  | 4     |
| 13      | Mozambik                      | 0  | 0  | 1  | 1     |
| Razem   | Razem                         | 14 | 14 | 28 | 56    |

## Wyniki[1]

### Mężczyźni
| Waga    | Złoto:                | Srebro:                 | Brąz:                               |
| -60 kg  | Issam Bassou          | Youssry Samy            | Mohamed Rebahi Younes Saddiki       |
| -66 kg  | Ahmad Abd ar-Rahman   | Wail Ezzine             | Abderrahmane Boushita Kevin Loforte |
| -73 kg  | Fathi Nurin           | Faye Njie               | Ali Abdelmouaty Hamza Oerghi        |
| -81 kg  | Achraf Moutii         | Hachem Sellami          | Mohamed Abdelaal Saliou Ndiaye      |
| -90 kg  | Abderrahmane Benamadi | Kwadjo Anani            | Abdelaziz Ben Ammar Rémi Feuillet   |
| -100 kg | Mustapha Bouamar      | Koussay Ben Ghares      | Koffi Krémé Kobena Mohammed Lahboub |
| +100 kg | Faicel Jaballah       | Mohamed Sofiane Belreka | Anis Ben Khaled Mbagnick Ndiaye     |

### Kobiety
| Waga   | Złoto:              | Srebro:           | Brąz:                                  |
| -48 kg | Oumaima Bedioui     | Priscilla Morand  | Rania Harbaoui Chaimae Eddinari        |
| -52 kg | Soumiya Iraoui      | Salimata Fofana   | Charne Griesel Djamila Silva           |
| -57 kg | Ghofran Khelifi     | Donne Breytenbach | Yamina Halata Zouleiha Abzetta Dabonne |
| -63 kg | Sarah Harachi       | Sandrine Billiet  | Amina Belkadi Meriem Bjaoui            |
| -70 kg | Nihel Landolsi      | Mariem Khelifi    | Souad Bellakehal Fatou Kine Badji      |
| -78 kg | Marie Branser       | Hafsa Yatim       | Kaouthar Ouallal Sarra Mzougui         |
| +78 kg | Nihel Cheikh Rouhou | Sonia Asselah     | Meroua Mammeri Monica Sagna            |